# 川上村 (徳島県)
川上村（かわかみそん）は、徳島県海部郡にあった村。現在の海陽町の北半にあたる。

## 地理
- 山岳 ： 入道山、矢筈山、白木山、胴切山、北峯、請ヶ峰、鰻轟山、吉野丸、金瀬、湯桶丸、貧田丸、西ヶ峯、小谷山
- 河川 ： 海部川、相川

## 歴史
- 1889年（明治22年）10月1日 - 町村制の施行により、平井村・小川村・神野村・若松村・相川村の区域をもって発足。
- 1955年（昭和30年）3月31日 - 浅川村・川東村と合併して海南町が発足。同日川上村廃止。